# Xignux
Xignux, S.A. de C.V. es un conglomerado de empresas multinacionales mexicanas dedicadas a las industrias de la energía, alimentos y químicos, con sede en San Pedro Garza García, Nuevo León. Actualmente, el grupo opera más de 25 plantas productivas en México, Estados Unidos, India, Brasil y Colombia, y exporta la mitad de sus ventas a más de 40 países.

## Historia
En 1956 Jorge L. Garza fundó Conductores Monterrey. La compañía tuvo unos inicios muy modestos: Conductores Monterrey, su matriz, contaba en estos años con siete máquinas y 10 personas en una fábrica de 3.600 metros cuadrados donde comienza a producir los primeros carretes de alambre. Desde sus comienzos se dedicó a la fabricación de alambre y cable eléctrico para usos industriales. Con el tiempo fue adquiriendo participaciones en los sectores de conductores eléctricos, transformadores, alimentación, y fundición. Gracias a la compra de empresas y la diversificación de actividades se concretó la identidad del grupo bajo el nombre de Xignux. En 1969 formalizan un acuerdo con General Electric para recibir asesoría técnica. En 1976 es el año de la expansión: inauguran una nueva fábrica, adquieren una empresa de alimentación y cumplen varios hitos en la fabricación de cables. En la década de los 1990 la empresa da un salto definitivo en su expansión adquiriendo Sao Marco, un gran fabricante de Brasil. El año siguiente realizará varias operaciones en Argentina y consolidará su presencia en cinco países además de México.